# Getlink
Getlink es una Societas Europaea con sede en Francia concesionaria hasta 2086 de la infraestructura del Eurotúnel, del que es administradora.
Se creó como Groupe Eurotunnel el 13 de agosto de 1986 para financiar, construir y operar el Eurotúnel bajo una concesión de los gobiernos de Reino Unido y Francia. El túnel se construyó entre 1988 y 1994 por TransManche Link. El 20 de noviembre de 2017, Groupe Eurotunnel cambió de nombre a Getlink.
Además de operar la infraestructura ferroviaria, también opera servicios de transporte de pasajeros, como la lanzadera LeShuttle y Régionéo; servicios de transporte de mercancías, con Europorte; la electrificación entre Reino Unido y Francia a través de ElecLink; y un centro de formación ferroviaria (CIFFCO).  